# Stamp Your Feet
Stamp You Feet è un singolo della cantautrice statunitense Donna Summer, pubblicato il 15 aprile 2008 su etichetta discografica Burgundy Records come secondo estratto dall'album in studio Crayons.

## Successo commerciale
La canzone è stata scritta da Donna Summer, Danielle Brisebois e Greg Kurstin, che ne è anche il produttore, ed è diventata la quattordicesima numero uno della cantante nella classifica Billboard Hot Dance Club Play.

## Tracce
Download digitale
1. Stamp You Feet (Original Album Version) – 3:38
2. Stamp You Feet (Jason Nevins Radio Mix) – 3:46

EP remix
1. Stamp You Feet (Escape/Coluccio Club Mix) – 8:28
2. Stamp You Feet (Nevins Extended Version) – 7:10
3. Stamp You Feet (Escape/Coluccio Mixshow) – 5:30
4. Stamp You Feet (Granite & Sugarman Mix) – 8:13
5. Stamp You Feet (Ranny's Big Room Mix) – 7:28
6. Stamp You Feet (Jason Nevins Mixshow) – 5:30
7. Stamp You Feet (Granite & Sugarman Mix 2) – 5:17
8. Stamp You Feet (Ranny's Mixshow) – 5:44
9. Stamp You Feet (Disco-Tech Mix) – 5:37

## Classifiche
| Classifica (2008) | Posizione massima |
| ----------------- | ----------------- |
| Germania          | 88                |
| Russia            | 88                |

## Nella cultura popolare
- Nel 2018 la canzone è stata inclusa nel musical di Broadway Summer: The Donna Summer Musical.